# Ginoria callosa
Ginoria callosa är en fackelblomsväxtart som beskrevs av Oswald Schmidt. Ginoria callosa ingår i släktet Ginoria och familjen fackelblomsväxter. Inga underarter finns listade i Catalogue of Life.